# S-Bahn Reno-Meno
La S-Bahn Reno-Meno (in tedesco S-Bahn Rhein-Main) è un servizio ferroviario suburbano che serve la città tedesca di Francoforte sul Meno e la sua regione Reno-Meno. Tutte le linee passano dal centro di Francoforte, tranne la S7.
Il Tunnel dà spazio a 28 treni l'ora per direzione e per questo motivo la S7 arriva solo fino alla stazione centrale di Francoforte.
Ad ottobre 2011 sono state appaltate per 15 anni tutte le linee alla Deutsche Bahn che ha vinto la gara.
Le linee S1, S2, S5 e S6 viaggiano ogni 15 minuti, mentre S3/S4 e S8/S9 ogni mezz'ora, percorrono  quasi la stessa strada e offrono un intervallo di treni di 15 min. La S7 viaggia ogni 30 minuti mentre la S8/S9 è in funzione 24 ore al giorno/sette giorni su sette.

## Rete
- S 1 Wiesbaden Centrale - Rödermark-Ober-Roden
- S 2 Niedernhausen - Dietzenbach
- S 3 Bad Soden - Francoforte Sud
- S 4 Kronberg - Francoforte Sud
- S 5 Friedrichsdorf - Francoforte Sud
- S 6 Groß-Karben - Darmstadt Centrale e Friedberg - Langen
- S 7 Riedstadt-Goddelau - Francoforte Centrale
- S 8 Wiesbaden Centrale - Offenbach Est (via Magonza Centrale)
- S 9 Wiesbaden Centrale - Hanau Centrale

## Storia

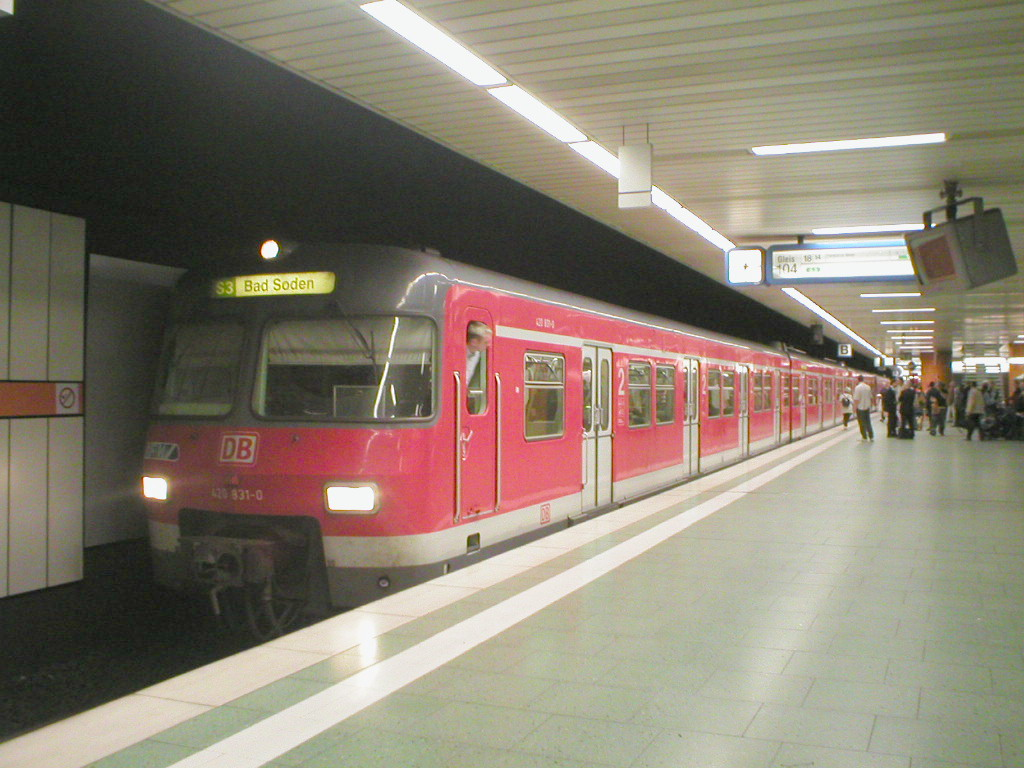
Treno serie 420 (in uso a Francoforte dal 1978 al 2014) alla fermata Hauptbahnhof

Il 28 maggio 1983 il passante ferroviario, fino ad allora attivo fino alla stazione di Hauptwache, venne prolungato fino al nuovo capolinea di Konstablerwache. Il tunnel venne costruito a 4 binari, dei quali i 2 centrali percorsi dalla S-Bahn, e i 2 laterali riservati alla futura metropolitana.